# 日刊新愛媛
日刊新愛媛（にっかんしんえひめ）は愛媛県で発行された県域地方新聞。本社は愛媛県松山市問屋町に所在していた。

## 歴史
「新愛媛」として1960年（昭和35年）に創刊。高知新聞の南予版を宇和島市で発行されていた「南海タイムス」に統合し南予地域を主な発行エリアとしていた。しかしながら部数の伸び悩みから高知新聞が撤退、新興造船会社「来島どっく」のオーナー・坪内寿夫へと経営権が移る。
来島グループ入り後の1976年（昭和51年）に題号を「日刊新愛媛」に改称、県都・松山市へ本社を移して東予・中予を含めた愛媛県全域をエリアとした。先行していた競合紙・愛媛新聞の牙城を崩すために安価な購読料金と景品のバラマキ（坪内が経営する映画館の無料鑑賞券や、来島グループが開発した奥道後の利用券など）による販売攻勢をかけたことで、1980年代のピーク時には発行部数が25万部近くに達し愛媛新聞をも上回るようになった。

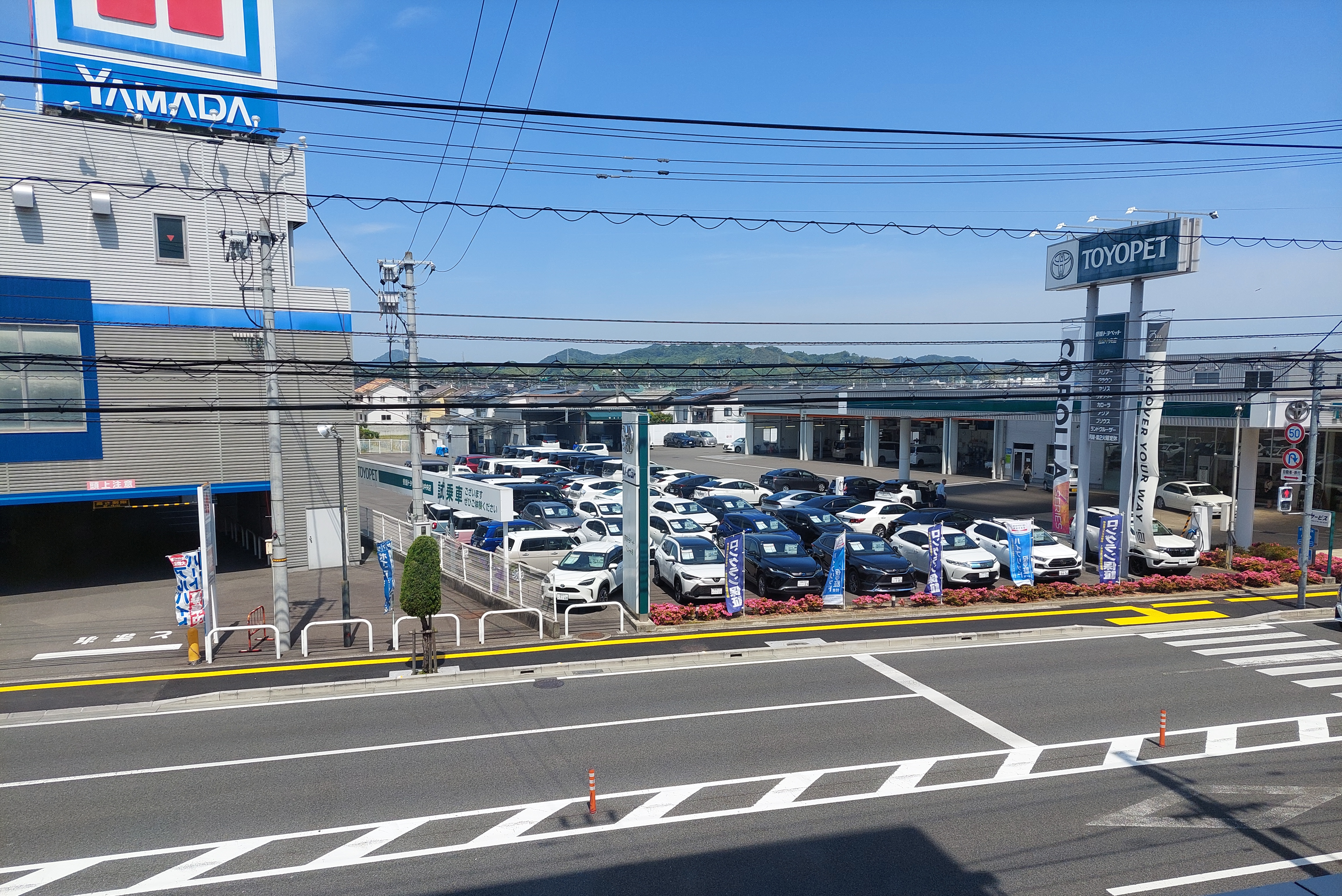
日刊新愛媛の本社跡地（2025年撮影）

その反面、当時地元では「白石天皇」とも呼ばれた県知事・白石春樹や、知事と親しい地元財界人を徹底批判するなど両者の対立が先鋭化。この問題は、最終的に愛媛県が取材拒否という強硬策を打ち出し、県内の市町村や経済団体なども県の方針にならって取材拒否、購読自粛措置、広告出稿停止の申し合わせ等の措置を取った（日刊新愛媛取材拒否事件）。その影響と、追い打ちをかけるように円高不況によって来島どっくの経営が悪化したことから経営に行き詰まり、1986年（昭和61年）12月31日付発行分を以って休刊された。廃刊直前においてもABC公査で20万部近い部数を発行していた日刊紙が、後継紙もないまま忽然と消滅する異例の廃刊劇であった。
これにより、愛媛県全域を発行エリアとする地方紙は愛媛新聞のみとなった。坪内の個人崇拝が反映されたその紙面内容には嫌悪する向きもあったが、一般の読者はそれを分かった上で楽しみにしていた面もあり、現在でも販売合戦で劣勢にあった愛媛新聞と県との結託で潰されたと認識する向きもいる。なお、廃刊後に愛媛新聞はその残存者利益を余すことなく享受する形で、10万部近い部数増に成功している。また当紙の本社建物も愛媛新聞が取得し、2013年（平成25年）まで印刷センターとして利用した。

## テレビ欄
休刊時点での掲載局
フルサイズ
- NHK松山総合
- NHK松山教育
- 南海放送（RNB）
- テレビ愛媛（EBC）
- 大分放送（OBS）

ハーフサイズ（以下の12局を2段に分けて表示）
上の段に表示
- 高知放送（RKC）
- テレビ高知（KUTV）
- 広島ホームテレビ（HOME）
- 広島テレビ（HTV）
- テレビ新広島（tss）
- 中国放送（RCC）

下の段に表示
- テレビ宮崎（UMK）
- 宮崎放送（MRT）
- テレビ西日本（TNC）
- テレビ大分（TOS）
- 山口放送（KRY）
- テレビ山口（TYS）

## 参考資料
- 宮住冨士夫「県紙の興亡」（自費出版）
- 谷口明生「新聞が消えた!」（風媒社）
- 藤岡伸一郎「取材拒否－権力のシナリオ、プレスの蹉跌」（創風社出版）
- 日刊新愛媛労働組合「輪転機止まる－総括・日刊新愛媛」
- 横田俊文「また来た坊っちゃん－千円札の“取材拒否事件”見聞記」（横田企画）